# Girolamo Diruta
Girolamo Diruta (Mancini) (Deruta, ca. 1554 - Gubbio, na 1610) was een Italiaans organist, muziektheoreticus, en componist. Hij was beroemd als muziekpedagoog en leraar, mede vanwege zijn lessen in contrapunt, en voor zijn aandeel in de ontwikkeling van de klaviertechniek, met name op het orgel. Hij was geboren in Deruta, vlak bij Perugia.

## Biografie
Er is weinig over hem bekend, behalve enige details uit zijn actieve periode. Diruta werd Franciscaan in 1574 en heeft Venetië bezocht in 1580, waar hij Claudio Merulo, Gioseffo Zarlino en Costanzo Porta (die ook Franciscaan was) bezocht. Vermoedelijk heeft hij bij elk van hen gestudeerd. Merulo noemt Diruta in een aanbevelingsbrief uit ongeveer 1580, als een van zijn beste studenten. In 1593 was hij organist van de Chioggia kathedraal, en in 1609 van de kathedraal van Gubbio. Van de periode van na 1610 is niets meer van hem bekend. In dat jaar droeg hij het tweede deel van zijn traktaat Il transilvano op aan Leonora Orsini Sforza, de nicht van de Groothertog Ferdinand I van Toscane.

## Werken
Diruta's belangrijkste werk is een traktaat in twee delen over het orgelspel, contrapunt, en compositie, getiteld Il transilvano (De Transsylvaniër). Het is in de vorm van een dialoog met Istvan de Josíka, een diplomaat uit Transsylvanië die Diruta ontmoette gedurende een van Josíka's missies naar Italië. Het is een der eerste praktische besprekingen van de orgel- en klaviertechniek, en die er onderscheid in aanbrengt tussen orgel en klavier. Hoewel zijn vingerzettingen gedateerd zijn en niet meer van deze tijd, laat hij bijvoorbeeld een vingerzetting zien voor de C-groot toonladder die dan zonder duimen gespeeld moet worden, en waarin de middelvinger over de ringvinger heen zet. Diruto tracht als een der eersten een consistente vingerzetting te bevorderen.
Als contrapuntist loopt Diruta vooruit op Johann Joseph Fux in zijn beschrijvingen van de verschillende 'soorten' contrapunt: noot tegen noot, twee noten tegen een, voorhoudingsnoten, vier tegen een, enzovoorts. Waar Fox een streng contrapuntisch systeem propageert is de contrapuntmethode van Diruto losser, en meer op improvisatie gericht. Bijvoorbeeld schrijft Diruto geen verplichte tegenbeweging voor, en verbiedt hij het gebruik van opeenvolgende reine consonanten niet. De Diruto-traktaten beschrijven ook de praktische kant van het studeren van klaviertechniek, zoals blijkt uit de in de methode opgenomen toccata's en fantasia's van tijdgenoten als Merulo.
Diruta sloot ook veel eigen composities in in zijn traktaat Il transilvano, waarvan de meeste didactisch van aard zijn: ze laten verschillende soorten versieringen en figuraties zien, en presenteren verschillende soorten uitvoeringsproblemen. Ze behoren daarmee tot de eerste voorbeelden van de etude.